# Saint-Gratien (Val-d’Oise)
Saint-Gratien egy község Franciaországban. Lakosainak száma 21 297 fő (2022. január 1.).

## Földrajza
Saint-Gratien Eaubonne, Argenteuil, Épinay-sur-Seine, Enghien-les-Bains, Ermont, Sannois és Soisy-sous-Montmorency községekkel határos.